# Žiroslav II.

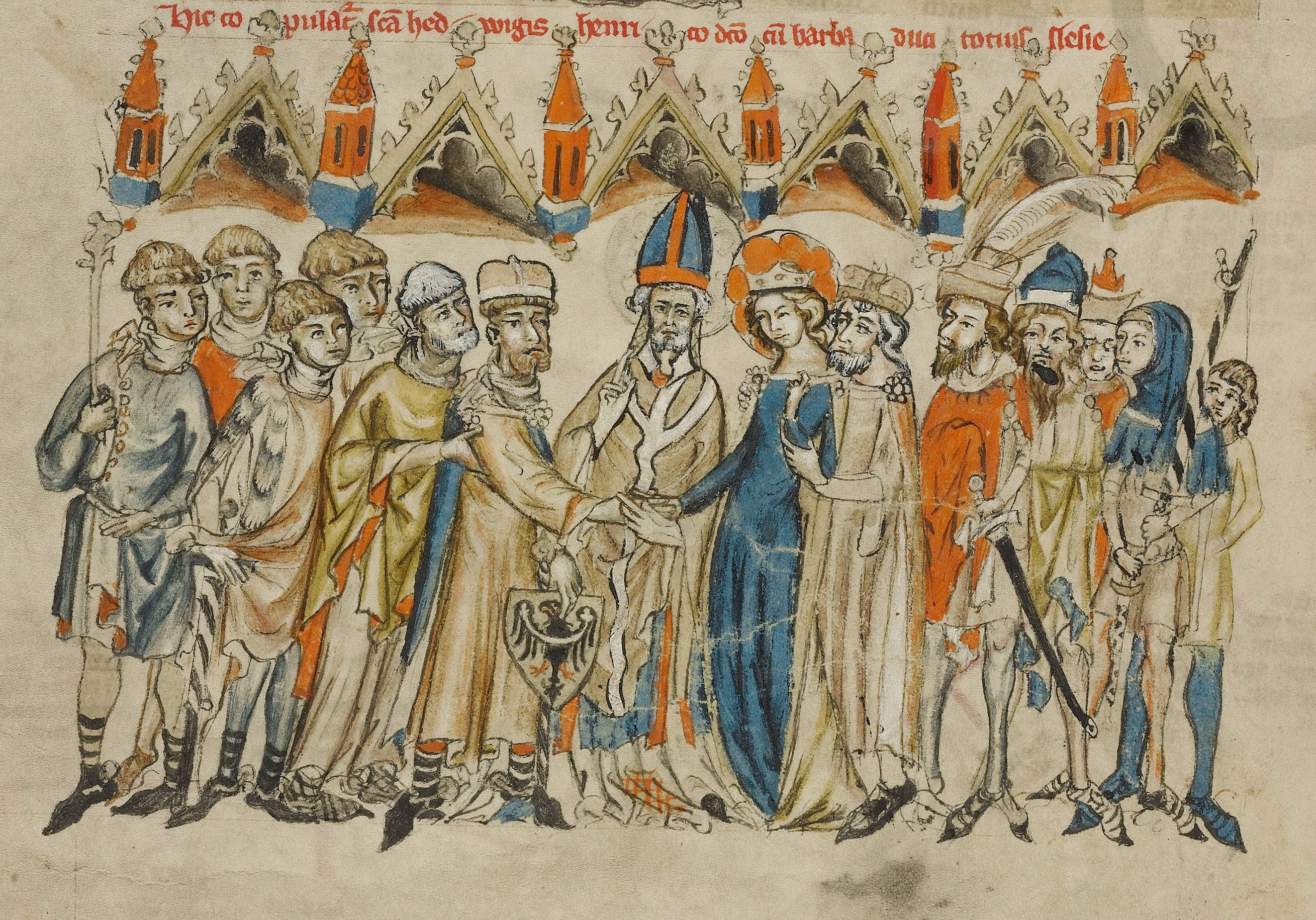
Biskup Žiroslav II. oddává Jindřicha Bradatého a svatou Hedviku (obraz ze 14. století)

Žiroslav II. (latinsky Siroslaus, polsky Żyrosław, † 1198) byl jedenáctý biskup vratislavský v letech 1170 nebo 1171 až 1198.

## Život
O původu biskupa Žiroslava není nic známo a rovněž zprávy o jeho působení ve funkci jsou sporé a příležitostné.
V řadě případů spolupracoval s knížetem Boleslavem I. Vysokým při zakládání nových řeholních institucí. Roku 1175 při příležitosti vyhotovení oficiální zakládací listiny pro cisterciácký klášter v Lubuši (polsky Lubiąż, německy Leubus) knížetem Boleslavem (klášter přitom vznikl zřejmě již dříve po roce 1163) udělil biskup Žiroslav cisterciákům právo na desátky z nově založených vsí na Lehnicku. Zmíněná listina je také dokladem plánovité emfyteutické, etnicky především německé kolonizace Slezska organizované (s knížecí podporou) církevními institucemi. Obdobně nově zřízené komendě řádu johanitů v Týnci nad Slezou (polsky Tyniec nad Ślęzą, německy Groß Tinz a.d. Lohe) udělil biskup Žiroslav někdy před rokem 1189 desátky a patronát kostela v Brdě (polsky Bardo, německy Wartha) u Ząbkowic (u tohoto kostela vzniklo ve 13. století cisterciácké opatství).
Podporoval rovněž řád premonstrátů a před rokem 1193 je uvedl do dosud benediktinského kláštera svatého Vincence v Olbíně (polsky Ołbin, německy Elbing) u Vratislavi. Tuto změnu potvrdil při své návštěvě Vratislavi roku 1197 i papežský legát Petr z Capuy.
Žiroslav pokračoval v církevní reformě a snahách o upevnění kněžské kázně, započatých jeho předchůdcem Walterem z Malonne. Součástí reformy bylo též úsilí o osamostatnění církve od světské moci. V roce 1180 se účastnil i významného sjezdu polských knížat a biskupů v Łęczyci, na kterém se knížata vzdala některých vrchnostenských práv ve prospěch biskupů a potvrdila volbu biskupů katedrálními kapitulami a neodcizitelnost biskupských majetků.
Ve stejném roce byla dokončena stavba nové vratislavské katedrály sv. Jana Křtitele v románském slohu, zahájená za Waltera z Malonne. Z doby Žiroslava II. pochází nejstarší zachovaná pečeť vratislavských biskupů; je na ní vyobrazen Žiroslav s modelem dokončené katedrály.
Žiroslav jakožto úřadující vratislavský biskup celebroval roku 1190 svatební obřad, při kterém byli oddáni syn Boleslava I. Vysokého Jindřich a Hedvika z Andechsu, která byla po své smrti svatořečena a stala se patronkou Slezska.